# Camilla Sand Andersen
Camilla Sand Andersen (født 14. februar 1986 i Als nær Hadsund) er en dansk fodboldspiller der spiller forsvar for Fortuna Hjørring. Hun har tidligere spillet på det Danmarks fodboldlandshold.
Andersen begyndte sin karriere i klubben ASV-Fodbold i Als ved Mariager Fjord.
Andersen deltog i VM i 2007 og EM i 2009. I 29 internationale kampe scorede de fem mål.